# 교고쿠 다쓰코

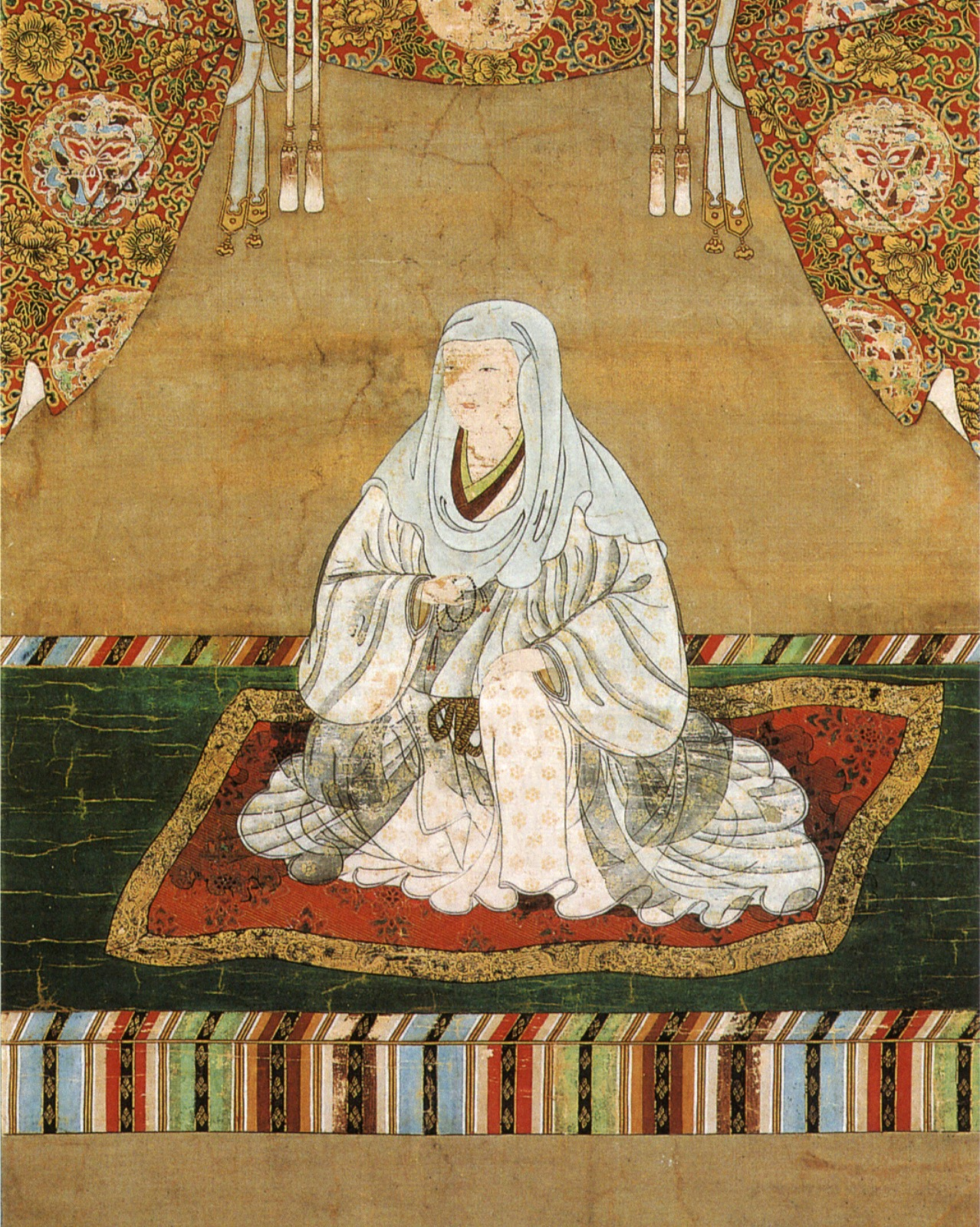
마츠노마루도노 초상화 (세이간지 소장)

쿄고쿠 타츠코(일본어: 京極 竜子 きょうごく たつこ[*], 생년 미상 - 간에이 11년 9월 1일 (1634년 10월 22일))는 센고쿠 시대부터 에도 시대 초기에 걸쳐 살은 여성이다. 처음에는 타케다 모토아키의 정실이었으나, 과부가 된 후에 도요토미 히데요시의 측실이 되었다.
그녀의 호칭은, 오사카성 니시노마루에 저택을 받았기 때문에 니시노마루도노(西の丸殿/西丸殿), 다음으로 후시미성으로 이주했기 때문에 마츠노마루도노(松の丸殿/松丸殿), 또는 쿄고쿠도노(京極殿), 쿄고쿠사마(京極様) 등으로 불렸다. 히데요시 사후에는 출가해 쥬호인(寿芳院)이라 칭했다.

## 출신
아버지는 쿄고쿠 타카요시, 어머니는 아자이 히사마사의 딸인 쿄고쿠 마리아이다. 오빠 (동생이라는 설도 있다)는 쿄고쿠 타카츠구, 동생으로는 쿄고쿠 타카토모이다. 아자이 나가마사는 숙부, 아자이 세 자매 (요도도노, 하츠, 고우)와는 사촌이다. 쿄고쿠씨는 아자이씨의 주인이며, 오우미의 호북 지방의 본래의 영주였기 때문에, 혈통을 따지고 보자면, 마찬가지로 히데요시의 측실이었던 요도도노보다 타츠코가 더 명문 출신이라고 할 수 있다.

## 생애
처음, 와카사 슈고 타케다 모토아키에게 시집가 2남 1녀를 낳았다.
남편 모토아키는 에치젠국 이치죠다니에서 귀환한 후, 오뉴군 진구지를 거쳐, 오오이군 이시야마에서 3천 석의 지배를 오다 노부나가로부터 허락받았기 때문에, 타츠코도 와카사국 오오이군 (현 후쿠이현 오오이쵸)의 이시야마성에서 남편과 함께 살고 있었다.
그러나, 모토아키는 혼노지의 변 후, 와카사국의 전역 지배를 바라고 아케치 미츠히데의 편을 들었기 때문에, 니와 나가히데, 하시바 히데요시 연합군에게 습격당했다. 히데요시의 영국인 키타오우미의 옛 슈고가 쿄고쿠씨 출신의 타츠코는 붙잡힌 뒤, 히데요시의 측실이 되었다. 오다와라성이나 나고야성에 히데요시와 함께 가거나, 다이고의 꽃놀이에서도 3번째 가마를 사용하거나, 쿄고쿠가의 옛 가신 아자이가 출신인 요도도노와 술잔 순서를 다투었던 것으로 알려져있다. 교토의 세이간지에 초상화가 전해지고 있으며, 나이 40세 전후에 그려진 법체상인데, 그로 인해 그녀의 외모가 단아했음을 엿볼 수 있다.
히데요시 사후, 오빠 쿄고쿠 타카츠구가 사는 오츠성으로 몸을 옮겼다. 게이초 5년의 세키가하라 전투에 앞서, 오츠성이 오사카 측의 여러 장수에게 공격받았을 때에는, 치쿠시고문서 소장의 「関原御合戦之時大津城攻め之覚」에 보여진다. 전쟁 후에는 쥬호인(寿芳院)이라 칭하며 출가하였고, 니시토우인에 기거하였다. 게이초 9년 8월 2일에는 고다이인 스기하라씨나 고히메와 토요쿠니 신사에 참배해, 유다테 기도를 오오하라의 무녀에게 의뢰했다 (『舜旧記』). 교토의 묘신지 탑두 『慈照院文書』에 7월 8일자로 도요토미 히데요리가 마츠노마루도노에게 보낸 서한이 있고, 봉축의금으로 마츠노마루도노가 히데요리에게 물건을 보낸 것에 대한 히데요리의 사례이다. 이 사례의 답서에 <やがて御下待入申候>라고 쓰여있는데 게이초 연간에 마츠노마루도노가 교토에서 히데요리의 문안을 받으러 오사카성에 갔음을 알려진 것이다.
오사카 여름의 진 이후에는 요도도노의 시녀 (키쿠)를 보호하고, 또, 로쿠죠가와라에서 처형된 히데요리의 아들 쿠니마츠의 시신을 인수해, 세이간지에 매장했다. 간에이 11년 (1634년) 9월 1일에 교토 니시토우인 저택에서 사망했다. 법명은 수방원전월황성구대선정니(寿芳院殿月晃盛久大禅定尼)이며, 묘소는 세이간지 (교토시 나카교구)에 있었으나, 현재는 호우코쿠묘에 묘소가 있다.

## 타츠코가 나오는 작품

### 영화
- 챠챠 천애의 귀비 (2007년, 토에이, 배우 기 료코)

### TV드라마
- 센고쿠츠야모노가타리 (1969년, ABC, 배우 이와사키 카네코)
- 오사카성의 여자 (1970년, 칸사이테레비, 배우 후지 준코)
- 湖笛 (1970년, NET, 배우 야마카와 사쿠라코)
- 여자태합기 (1981년, NHK대하드라마, 배우 마츠바라 치에코)
- 여자들의 오사카성 (1983년, 요미우리테레비, 배우 아키타니 요코)
- 도쿠가와 이에야스 (1983년, NHK대하드라마, 배우 나라 후지코)
- 태합기 (1987년, TBS대형시대극스페셜, 배우 아키요시 쿠미코)
- 사랑에 불타오르는 센고쿠의 여자 (1988년, TBS, 배우 하야마 요코) - 캐릭터 이름 마츠노마루도노
- 카스가노츠보네 (1989년, NHK대하드라마, 배우 요시노 유키코)
- 카가 백만석 ~어머니와 아이의 센고쿠 서바이벌 (1999년, NHK 정월 시대극, 배우 나츠카와 유이)
- 아오이 도쿠가와 삼대 (2000년, NHK대하드라마, 배우 카와라자키 유우키)
- 토시이에와 마츠 ~카가 백만석 이야기~ (2002년, NHK대하드라마, 배우 미우라 리에코) - 캐릭터 이름 마츠노마루도노
- 고우 ~공주들의 전국~ (2011년, NHK대하드라마, 배우 스즈키 사와) - 캐릭터 이름 쿄고쿠 타츠코 → 쥬호인

### 무대
- 혼노지 오테로 (2022년, amipro. 코후레리오신주쿠시어터. 배우 츠키미야 히메나)

## 같이 보기
- 오오이쵸
- 나가하마시
- 마이바라시